# إلي مارشال
إلّي مارشال (بالفرنسية: Élie Marchal)‏ هو عالم نبات بلجيكي وفرنسي، ولد في 1 مارس 1839 في Wasigny ‏ في فرنسا، وتوفي في 19 فبراير 1923 في Gembloux ‏ في بلجيكا.